# 雷米库尔
雷米库尔（法語：Remicourt）是法国洛林大区孚日省的一个市镇，属于纳夫沙托区米雷库尔县。该市镇2009年时的人口为66人。

## 人口
雷米库尔人口变化图示
| 数据来源：INSEE |